# Eleocharis subcancellata
Eleocharis subcancellata är en halvgräsart som beskrevs av Charles Baron Clarke. Eleocharis subcancellata ingår i släktet småsäv, och familjen halvgräs. Inga underarter finns listade i Catalogue of Life.